# Sheldon Rampton
Sheldon Rampton (Long Beach, 4 de agosto de 1957) é um editor e autor norte-americano. Ele foi editor da PR Watch e é autor de vários livros que criticam a indústria de relações públicas e o que ele considera outras formas de propaganda corporativa e governamental.

## Educação
Rampton nasceu em Long Beach, Califórnia. Aos um ano de idade, sua família se mudou para Las Vegas, Nevada, onde seu pai trabalhava como músico. Criado como membro da Igreja de Jesus Cristo dos Santos dos Últimos Dias (Igreja SUD), ele passou dois anos no Japão como missionário SUD de 1976 a 1978. No entanto, ao retornar aos Estados Unidos, ele deixou a Igreja SUD, influenciado em parte pela feminista mórmon Sonia Johnson.

## Carreira
Após se formar em 1982, Rampton trabalhou como repórter de jornal antes de se tornar um ativista pela paz. Durante as décadas de 1980 e 1990, ele trabalhou em estreita colaboração com o Conselho de Coordenação de Wisconsin sobre a Nicarágua (WCCN), que se opunha às intervenções militares do governo Reagan na América Central e trabalhava para promover o desenvolvimento econômico, os direitos humanos e a amizade mútua entre o povo dos Estados Unidos e da Nicarágua. No WCCN, Rampton ajudou a estabelecer o Fundo de Alternativas de Crédito Nicaraguense (NICA Fund) em 1992, que direciona empréstimos de investidores dos Estados Unidos para apoiar programas de microcrédito e outros programas de "crédito alternativo" na Nicarágua.
Em 1995, Rampton se juntou a John Stauber como co-editores do PR Watch, uma publicação do Center for Media and Democracy (CMD). Eles foram descritos como liberais, e seus escritos são considerados por alguns membros da indústria de relações públicas como unilaterais e hostis, mas seu trabalho recebeu ampla atenção. O ActivistCash, um site hospedado pelo lobista de Washington Richard Berman, os criticou como "vigilantes auto-intitulados", "alarmistas", "irresponsáveis" e "inclinados para a esquerda". Rampton e Stauber, por sua vez, argumentaram que a crítica do ActivistCash contém várias afirmações "demonstravelmente falsas". De acordo com uma análise no Denver Post, o livro deles de 1995, Toxic Sludge Is Good for You, oferecia "um olhar sarcástico e amplo sobre a indústria de relações públicas".
Rampton também é colaborador do projeto de conteúdo aberto da Wikipédia e foi a pessoa que cunhou o nome "Wikimedia", que posteriormente se tornou o nome da fundação que administra a Wikipédia e seus projetos irmãos. Inspirado no modelo de escrita colaborativa da Wikipédia, Rampton fundou o Disinfopedia (agora conhecido como SourceWatch), outro projeto do CMD, para complementar seu trabalho no PR Watch, expondo o que Rampton considera campanhas de relações públicas enganosas e enganosas.
Após deixar o Center for Media and Democracy em 2009, Rampton se tornou um desenvolvedor de sites, juntando-se a uma iniciativa de governo aberto liderada pelo diretor de informações do Senado do Estado de Nova Iorque, Andrew Hoppin. Em 2010, Hoppin e Rampton co-fundaram a NuCivic, uma empresa de software de código aberto, que venderam em dezembro de 2014 para a GovDelivery, uma empresa de serviços de software agora conhecida como Granicus. Rampton atualmente trabalha como engenheiro de software na Granicus.

## Escritos por Rampton
- Com Liz Chilsen:
  - Friends In Deed: The Story of US-Nicaragua Sister Cities (1987)
- Com John Stauber:
  -  Toxic Sludge Is Good For You: Lies, Damn Lies and the Public Relations Industry (1995)
  - Mad Cow U.S.A.: Could the Nightmare Happen Here? (1997)[18]
  - Trust Us, We're Experts: How Industry Manipulates Science and Gambles With Your Future (2001)
  - Weapons of Mass Deception: The Uses of Propaganda in Bush's War on Iraq (2003)[19]
  - Banana Republicans (2004)
  - The Best War Ever: Lies, Damned Lies, and the Mess in Iraq (2006)